# Scissurella lyra
Scissurella lyra är en snäckart som beskrevs av S. S. Berry 1947. Scissurella lyra ingår i släktet Scissurella och familjen Scissurellidae. Inga underarter finns listade i Catalogue of Life.